# Aktywator enzymatyczny
Aktywator enzymatyczny – substancja chemiczna umożliwiająca lub poprawiająca działanie enzymów. Ich działanie polega na odszczepianiu od nieaktywnych proenzymów blokujących grup funkcyjnych (rodników) lub ochronie enzymów przed działaniem różnych czynników chemicznych.